# Річкова миля
Річкова миля (англ. River mile) - це міра відстані в милях уздовж річки від її гирла. Кількість річкових миль починається з нуля і зростає вище за течією. Відповідною метричною одиницею, в якій використовуються кілометри, є річковий кілометр. Вони аналогічні маркерам миль на дорозі транспортних засобів, за винятком того, що річкові милі рідко позначаються на фізичній річці, натомість вони позначені на навігаційних картах і топографічних картах. Об’єкти на березі річки іноді частково юридично описуються річковою милею.
Річкова миля – це не те ж саме, що довжина річки, скоріше це засіб визначення положення будь-якого об’єкта вздовж річки відносно її відстані від гирла, яке вимірюється вздовж русла (або судноплавного русла) річки.
Річкова миля нуль може знаходитись не точно в гирлі. Наприклад, річка Вілламет (яка впадає в річку Колумбія) має нульову річкову милю на краю судноплавного каналу в Колумбії, приблизно на 900 футів (270 м) за гирлом. Крім того, нульова річкова миля для нижньої річки Міссісіпі розташована на Хед-оф-Пасс, де головний потік Міссісіпі розпадається на три великі рукави перед впаданням у Мексиканську затоку. Пробіг позначається як AHP (вище перевалів) або BHP (нижче перевалів).

## Використання у Сполучених Штатах
Річкові милі використовуються різними способами. Співдружність Пенсільванії у своєму інформаційному довіднику потоків Пенсільванії за 2001 рік перераховує кожен струмок із назвою та кожен струмок без назви в названому географічному об’єкті штату, а також надає площу водозбірного басейну, координати гирла та річкову милю, зокрема відстань від гирла притоки до гирла материнського потоку. Деякі острови названі за відстанню в річковій милі, наприклад, на річці Аллегені в Пенсільванії є острів Шість миль, Острів дев’яти миль, Острів дванадцяти миль і Острів чотирнадцяти миль. (Останні два острови утворюють державний парк островів Аллегені, хоча острів Чотирнадцять миль був розділений на дві частини дамбою).[6][7]
У штаті Огайо використовується «Система річкових миль Огайо», яка є «методом посилання на місця на потоках і річках Огайо». Ця робота почалася з ручних вимірювань на паперових картах між 1972 і 1975 роками і з тих пір була перетворена на комп'ютерну електронну версію, яка тепер охоплює штат на картах 787 річкових миль. Розташування таких об’єктів, як очисні споруди та пункти вимірювання якості води, вказується через річкові милі. Огайо використовує одну з двох систем. Найпростішим є просто назва річки та розташування в річкових милях. У випадках неоднозначності, наприклад, коли більше одного потоку мають однакову назву, він використовує ряд рядків річкових миль, що відносяться до відстані до океану вздовж річки Огайо (і річки Міссісіпі) або через озеро Ері (і морський шлях Святого Лаврентія).
Інший приклад системи річкової милі використовується Бюро меліорації США в Нью-Мексико, на Ріо-Гранде. Річкові милі в центральній частині Нью-Мексико вимірюються від дамби Кабальйо вгору за течією до Ембудо, Нью-Мексико. Наприклад, знак «Річкова миля» в Альбукерке-Боске (частина відкритого космічного парку Альбукерке) — «Річкова миля 184», приблизно за 184 милі над дамбою Кабальйо. Як згадувалося раніше, у цій системі чим далі ви піднімаєтеся вгору за течією, тим більше число річкової милі. Ця система вимірюється в десятих милі.
Інженерний корпус армії США використовує річкові милі для своїх навігаційних карт.